# ويليام جوزيف كوندون
ويليام جوزيف كوندون (بالإنجليزية: William Joseph Condon)‏ هو كاهن كاثوليكي أمريكي، ولد في 7 أبريل 1895، وتوفي في 17 أغسطس 1967.